# Ignaz Bearth
Ignaz Bearth (* 14. Oktober 1984 in Grabs) ist ein seit September 2021 in Ungarn lebender rechtsextremer Schweizer Politiker und Aktivist. Er war Mitbegründer und einziger Präsident der ehemaligen Kleinpartei Direktdemokratische Partei Schweiz (DPS).

## Leben
Ignaz Bearth wuchs in Werdenberg auf und absolvierte nach Ende seiner Schullaufbahn eine Ausbildung zum Verkehrswegebauer. Im September 2021 wanderte er nach Ungarn aus, am Balaton unterstützt er den Aufbau von «Stützpunkten» für die deutschsprachige Gemeinschaft. Er selber ist «Stützpunktleiter» in Zalabér. Dort organisierte er Veranstaltungen, zu denen er unter anderem Martin Sellner und Andreas Kalbitz einlud.

## Politik
Bearth war Mitglied der rechtsextremen Partei National Orientierter Schweizer (PNOS), für die er auch öffentlich auftrat. Er war Mitbegründer und einziger Präsident der Direktdemokratischen Partei Schweiz. Im Frühling 2013 unterstützte Bearth die rechtsextreme Jobbik im ungarischen Wahlkampf.
Bearth kandidierte bei den Nationalratswahlen am 18. Oktober 2015 für die DPS St. Gallen und erreichte nach dem vorläufigen Wahlergebnis 0,1 % der abgegebenen Stimmen. Im Februar 2016 wollte Bearth bei den Kantonsratswahlen in St. Gallen im Wahlkreis Wil antreten.
Ab der Fusion der DPS mit der Partei National Orientierter Schweizer (PNOS) 2017 war Bearth wieder Mitglied der PNOS. Die Partei löste sich 2022 auf.

## PEGIDA
Der erfolglose Pegida-Ableger PEGIDA Schweiz wurde am 9. Januar 2015 in Zürich gegründet. Bearth trat am 16. Januar als dessen Sprecher zurück. Die Schweizer Bundesanwaltschaft hatte Ermittlungen wegen Beleidigung eines fremden Staates bekannt gegeben, eröffnete aber in der Folge kein Strafverfahren gegen Bearth. Er hatte auf Facebook die deutsche Bundeskanzlerin und die Bundesregierung als die «wahren Nazis in Berlin» bezeichnet.
2015 trat er in Linz, in Wien, Weil am Rhein und in Dresden als Redner auf Pegida-Veranstaltungen ausserhalb der Schweiz auf.

## Kontroverse um Facebook-Likes
Bearth wird von verschiedenen Medien verdächtigt, den grössten Teil seiner 30.000 (Stand 2015) Facebook-Likes, die vor allem aus Indien (43 %) und Serbien (14,9 %) stammen, gekauft zu haben. Anfang September 2017 wurde Ignaz Bearths Account auf Facebook gesperrt.

## Russischer Überfall auf die Ukraine
Am Tag des russischen Überfalls auf die Ukraine schrieb Bearth auf Telegram: «Wenn Putin nach Berlin durchmarschiert … - fällt das Gendern weg, - sind Männer Männer u.  keine Frauen, - wird der Strom billiger, - wird der Sprit billiger, - wird die Islamisierung beendet, - Linksgrün wird eingesperrt».